# Daniela Iraschko-Stolz
Daniela Iraschko-Stolz, född 21 november 1983 i Eisenerz i Steiermark, är en österrikisk backhoppare som tävlar för WSV Eisenerz.

## Karriär
Daniela Iraschko vann damernas backhoppning i Holmenkollen tre gånger, 2000, 2001 och 2003. Hon debuterade i damernas Kontinentalcup 23 februari 2002. Iraschko tog sin första seger i en deltävling i Kontinentalcupen 23 juli 2004 i Park City i Utah. Hon har hittills (februari 2012) 45 segrar i deltävlingar i Kontinentalcupen. I den totala Kontinentalcupen har hon segrat 2 gånger (2009/2010 och 2010/2011) och har topp-5 placeringar totalt i ytterligare fyra säsonger.
Iraschko har vunnit FIS Ladies Grand Prix (damernas backhopparvecka) fem gånger (2000, 2001, 2002, 2005 och 2010). Hon vann guldmedalj vid vinteruniversiaden 2007. Iraschko är österrikisk mästare i backhoppning många gånger.
Den 25 februari 2011 tog Iraschko VM-guld i normalbacken i Midtstuen i samband med Skid-VM 2011 i Oslo. Hon var 12,8 poäng före tvåan, italienska Elena Runggaldier och 20,2 poäng före trean Coline Mattel, Frankrike. 
Daniela Iraschko debuterade i Världscupen 3 december 2011 i Lysgårdsbacken i Lillehammer, den allra första världscuptävlingen för damer. Hon tog en fjärdeplats i tävlingen. Sarah Hendrickson, USA vann tävlingen och blev historisk. Iraschko vann dock båda deltävlingarna som hölls i Hinzenbach, Österrike 4 och 5 februari 2012.
Daniela Iraschko blev den 29 januari 2003 första kvinna att formodligen hoppa över 200 meter, vilket skedde under uppvärmningar inför världscupdeltävlingar i Kulm i Bad Mitterndorf. Tyvärr var ingen godkänd mätning verksam. Rekordet är därför inte officiellt världsrekord.

## Annat
Ved sidan om backhoppskarriären har Daniela Iraschko varit fotbollsmålvakt i österrikiska fotbollsförbundets damliga (ÖFB-Frauenliga). Hon spelade för FC Wacker Innsbruck och blev tvåa i den österrikiska mästerskapen 2009. 
Iraschko började en fyraårig utbildning som elitidrottare hos Bundespolizei  januari 2011.